# 타이거 릴리
《타이거 릴리》(영어: What's Up, Tiger Lily?)는 1966년 개봉한 미국의 코미디 영화이다. 우디 앨런의 장편 감독 데뷔작이며, 그가 역시 각본에도 참여했다. 기존 타니구치 센키치의 1965년 스파이 영화를 원작의 내용과 상관 없는 새로운 내용으로 더빙하여 코미디화한 작품이다.

## 줄거리
줄거리는 일련의 시각적 개그, 말장난, 아시아 고정관념을 바탕으로 한 농담, 그리고 일반적인 소극을 위한 설정을 제공한다. 중심 줄거리는 래시푸르의 그랜드 엑잘티드 하이 마하("존재하지 않지만 실제처럼 들리는 나라")가 자신에게서 도난당한 비밀 달걀 샐러드 레시피를 되찾기 위해 고용한 비밀 요원 필 모스코비츠의 불운한 모험을 다룬다. 갱스터 셰퍼드 웡이 소유하고 있는 이 레시피는 라이벌 갱스터 윙 팻도 찾고 있으며, 모스코비츠는 두 명의 여성 래시푸르 요원의 도움을 받아 윙 팻과 일시적으로 협력하여 웡으로부터 레시피를 훔친다.
영화에는 줄거리와 관련 없는 엔딩 크레딧 장면이 있는데, 영화의 다른 곳에는 등장하지 않는 플레이보이 플레이메이트이자 앨런의 코믹 우상 모트 살의 아내인 차이나 리가 스트립쇼를 하는 동안 앨런(화면에도 나옴)이 그녀를 영화 어딘가에 넣겠다고 약속했다고 설명한다.

## 출연

### 주연
- 우디 앨런

### 조연
- 미하시 타츠야
- 와카바야시 아키코
- 하마 미에
- 타다오 나카마루
- 쿠로베 스스무
- 아마모토 에이세이
- 쿠미 미즈노